# Hà Thị Mỹ Dung
Hà Thị Mỹ Dung (sinh năm 1972) quê Hà Tĩnh, là một chính khách Việt Nam. Bà hiện là Phó Tổng Kiểm toán Nhà nước thuộc Ủy ban Thường vụ Quốc hội Việt Nam.

## Xuất thân và học vấn
Hà Thị Mỹ Dung, sinh năm 1972 tại xã Tiên Điền, huyện Nghi Xuân tỉnh Hà Tĩnh. Tại Tiên Điền, các dòng họ Nguyễn, họ Đặng, họ Hà, họ Trần là những dòng họ có nhiều người đỗ đạt. Những người nổi tiếng của họ Hà Tiên Điền có thể kể đến: Hà Văn Đại, Hà Văn Tấn, Hà Văn Mạo, Hà Văn Quyết... 
Bà là đảng viên Đảng Cộng sản Việt Nam vào năm 2002, có bằng Tiến sĩ kinh tế và Cao cấp lý luận chính trị.

## Sự nghiệp
Hà Thị Mỹ Dung là một trong số ít các cán bộ có mặt và trưởng thành tại Kiểm toán nhà nước ngay từ những ngày đầu thành lập (1994).
Bà có 14 năm giữ vị trí lãnh đạo cấp vụ tại Kiểm toán Nhà nước. Trước khi được bổ nhiệm bà là Vụ trưởng Vụ Tổ chức cán bộ Kiểm toán Nhà nước.
Tháng 4 năm 2021, bà được Ủy ban Thường vụ Quốc hội phê chuẩn giữ chức Phó Tổng Kiểm toán Nhà nước. Bà là nữ Phó Tổng Kiểm toán Nhà nước đầu tiên của Kiểm toán Nhà nước.
Tại Hội nghị của Kiểm toán Nhà nước vào tháng 8-2023, bà được Kiểm toán Nhà nước giới thiệu nhân sự quy hoạch Ban Chấp hành Trung ương Đảng Cộng sản Việt Nam khóa XIV.